# ヴィッラ・チェリエーラ
ヴィッラ・チェリエーラ（イタリア語: Villa Celiera）は、イタリア共和国アブルッツォ州ペスカーラ県にある、人口約700人の基礎自治体（コムーネ）。

## 地理

### 位置・広がり

#### 隣接コムーネ
隣接するコムーネは以下の通り。括弧内のAQはラクイラ県所属を示す。
- カルピネート・デッラ・ノーラ
- カステル・デル・モンテ (AQ)
- チヴィテッラ・カザノーヴァ
- ファリンドラ
- モンテベッロ・ディ・ベルトーナ
- オフェーナ (AQ)

## 行政

### 分離集落
ヴィッラ・チェリエーラには、以下の分離集落（フラツィオーネ）がある。
- Casanova, Fosso Secco, Pietrarossa, San Sebastiano Traino, Santa Maria, Vagnola